# Capaneu
Capaneu, na mitologia grega, foi um dos Sete contra Tebas.
Capaneu era filho de Hipônoo e Astínome, filha de Talau; outras versões dão Capaneu como filho de Alector
Seu filho, Estênelo, tornou-se um dos três reis de Argos (Grécia), sucedendo a seu tio Ífis, filho de Aletor, filho de Anaxágoras.
Capaneu morreu durante o ataque contra Tebas: quando ele estava escalando as muralhas, Zeus fulminou-o com um raio. Quando seu corpo estava sendo cremado, sua esposa Evadne, filha de Ífis, jogou-se na pira crematória, e foi queimada com ele.
Estesícoro menciona Capaneu entre as pessoas que foram ressuscitadas por Asclépio.